# Waitangitaona (fleuve)
Le fleuve Waitangitaona  est un cours d’eau de la région de la  West Coast dans l’Île du Sud de la Nouvelle-Zélande.

## Géographie
Il s’écoule initialement vers le nord à partir de son origine au sud de la ville de Whataroa avant de tourner au nord-ouest pour atteindre la Mer de Tasman à trois kilomètres au nord de la lagune Okarito. Le fleuve Waitangiroto plus court, suit de façon grossièrement parallèle le cours inférieure du fleuve Waitangitaona à 1 kilomètre plus au sud. Les deux cours d’eau sont liées au fleuve Whataroa, qui atteint la Mer de Tasman à 2 kilomètres plus au nord que l’embouchure du fleuve Waitangitaona.